# Arroyo de Chilares
Arroyo de Chilares är en ort i Mexiko.   Den ligger i kommunen Juchique de Ferrer och delstaten Veracruz, i den sydöstra delen av landet, 260 km öster om huvudstaden Mexico City. Arroyo de Chilares ligger 385 meter över havet och antalet invånare är 189.
Terrängen runt Arroyo de Chilares är kuperad. Runt Arroyo de Chilares är det ganska tätbefolkat, med 75 invånare per kvadratkilometer. Närmaste större samhälle är Villa Emilio Carranza, 14,8 km norr om Arroyo de Chilares. I omgivningarna runt Arroyo de Chilares växer i huvudsak städsegrön lövskog.